# Partnerruil
Partnerruil is een seksuele praktijk, waarbij twee paren die normaal gesproken een vaste relatie hebben van seksuele partner wisselen. Bij meer dan twee paren spreekt men van groepsseks. Iemand die aan partnerruil deelneemt wordt een swinger genoemd.
Partnerruil vindt vaak in georganiseerd verband plaats. Er bestaan commerciële parenclubs en privéswingerfeesten waarbij partnerruil plaatsvindt.
De motivatie om aan partnerruil deel te nemen kan variëren, maar voor de meeste deelnemers is het eenvoudig de behoefte om 'het' eens met iemand anders te doen. Het wordt dan ervaren als een verbreding van het seksleven; belangrijke aspecten bij partnerruil vormen de onderlinge afspraken, die van tevoren worden gemaakt: doet men 'het' in één ruimte of juist in aparte kamers en hanteert men bepaalde grenzen. Er is dus duidelijk geen sprake van 'vreemdgaan', maar de wisseling van partner gebeurt in alle openheid.